# Гватемальський республіканський фронт
Гватемальський республіканський фронт (ісп. Frente Republicano Guatemalteco) — права політична партія у Гватемалі.
Була заснована 1989 року колишнім президентом і диктатором Ефраїном Ріосом Монттом, формально зареєстрована 1990.
Нині лідером партії є донька колишнього президента Ріоса Монтта Сурі.